# Frances Harshbarger
Frances Harshbarger (Quimby, Iowa, 16 de agosto de 1902 – Cuyahoga Falls, Ohio, 11 de fevereiro de 1987) foi uma matemática estadunidense.

## Educação
Obteve o B.A. com honras em 1923 no Grinnell College, e foi para a West Virginia University como professora em tempo parcial e simultaneamente trabalhar em sua pós-graduação em matemática; em 1925 finalizou seu M.A.. Foi depois chefe do departamento de matemática do Potomac State College em Keyser, Virgínia Ocidental. De 1927 a 1929 foi assistente e de 1929 a 1930 fellow da Universidade de Illinois em Urbana-Champaign. Em 1930 obteve um Ph.D. em matemática com uma tese em geometria algébrica, orientada por Arthur Byron Coble. Foi uma das primeiras mulheres dos Estados Unidos a obter um Ph.D. em matemática.

## Carreira
Trabalhou depois como professora no American College for Girls, a seção universitária do Robert College em Istambul, Turquia. Participou em 1932 do Congresso Internacional de Matemáticos em Zurique em Zurique como delegada oficial. Em 1934 retornou aos Estados Unidos para ensinar na escola secundária associada à Universidade de Chicago. Durante o resto de sua carreira trabalhou na Universidade Estadual de Kent em Ohio, como instrutora desde 1935, professora assistente desde 1936, professora associada desde 1942 e professora desde 1946, até se aposentar em 1972.